# Michał Bałucki
Michał Bałucki, född 1837, död 1901 var en polsk författare.
Bałucki deltog som student i polska upproret 1863 och satt sedan ett år i fängelse. Han debuterade 1866 med De unga och de gamla, en romantisk känslosam berättelse, men vann sedermera sin största framgång som realistisk dramatisk författare, särskilt med komedin Öppet hus (1883).